# Phấn hoa

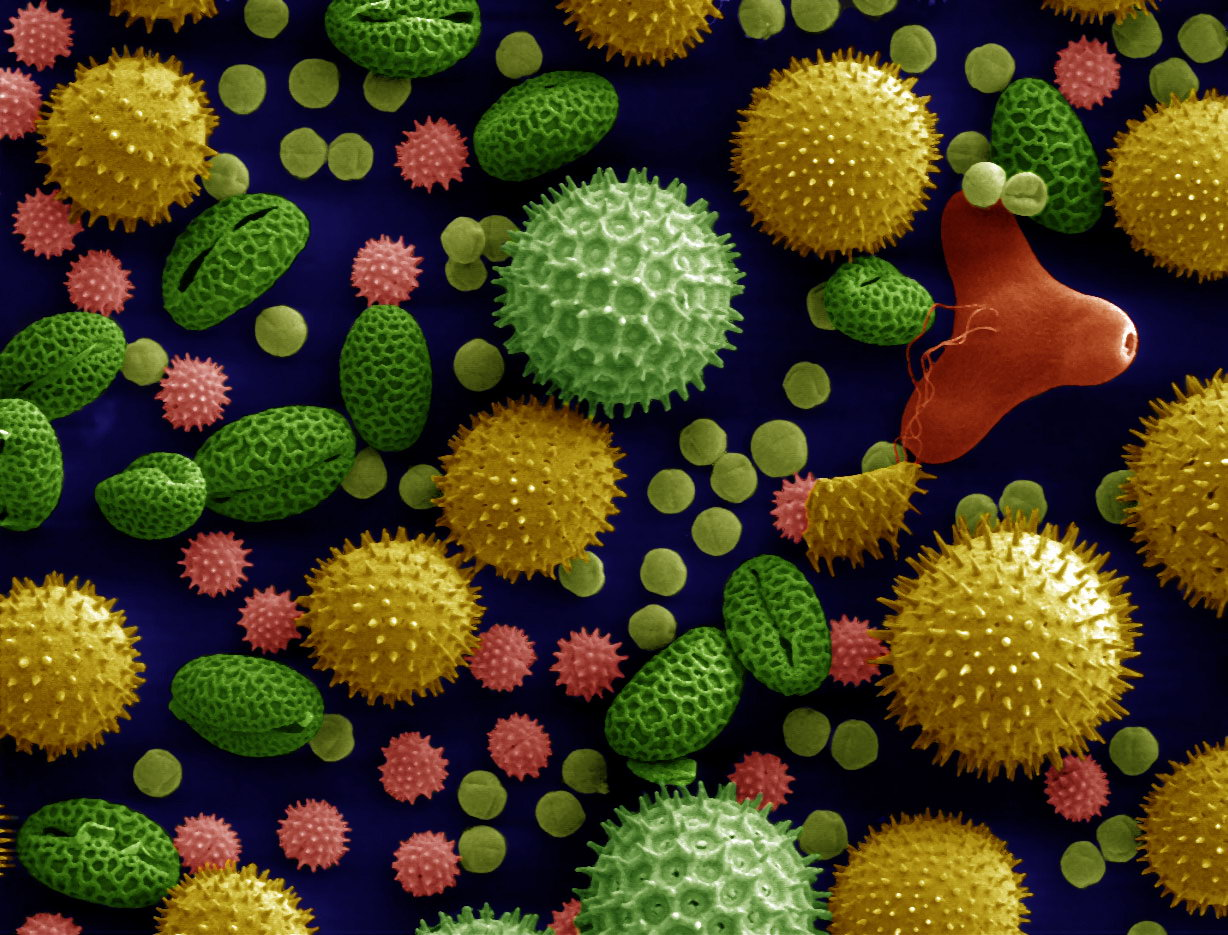
Ảnh chụp bằng Kính hiển vi điện tử quét của các hạt phấn hoa của các loài phổ biến: hướng dương (Helianthus annuus), bìm tía (Ipomoea purpurea), Sidalcea malviflora, Lilium auratum, Oenothera fruticosa, và thầu dầu (Ricinus communis).

Phấn hoa là các hạt bào tử đực từ nhị hoa của thực vật có hạt. Hạt phấn hoa có lớp vỏ cứng để bảo vệ các bào tử đực trong suốt quá trình di chuyển của chúng từ nhị hoa đến nhụy hoa hoặc từ nón đực đến nón cái của cây lá kim. Khi phấn hoa đáp trên nhụy hoa hoặc hình nón cái (tức là, khi đã xảy ra sự thụ phấn) tương thích, nó nảy mầm và tạo ra một ống phấn chuyển bào tử đực vào noãn (hoặc thể giao tử cái). Hạt phấn nhỏ, đủ để có thể phóng to để xem chi tiết. Nghiên cứu của phấn hoa được gọi là phấn hoa học và rất hữu ích trong ngành cổ sinh thái học, cổ sinh vật học, khảo cổ học, và pháp y.

## Phấn ong
Phấn hoa được ong thợ thu gom từ các bông hoa bằng cách dùng mật ong vê các hạt phấn nhỏ lại, để ở giỏ phấn ở hai chân sau đem về tổ. Người nuôi ong dùng cản phấn là tấm nhựa hoặc tấm nhôm có khoan các lỗ sao cho ong thợ chui lọt nhưng hai hạt phấn bị gạt lại. Phấn hoa có giá trị cao về dinh dưỡng cũng như về khả năng làm thuốc dùng để bồi bổ cơ thể, kết hợp với mật ong làm thuốc chữa các bệnh đường ruột rất hiệu quả, có tác dụng an thần, kích thích tiêu hoá, ăn ngon miệng, chữa mất ngủ.... Phấn hoa có màu sắc tươi sáng, chủ yếu là các màu: đỏ tươi, trắng ngà, vàng sáng, màu ngũ sắc...tùy theo mùa hoa; có vị ngọt, thơm ngậy....

## Hình ảnh

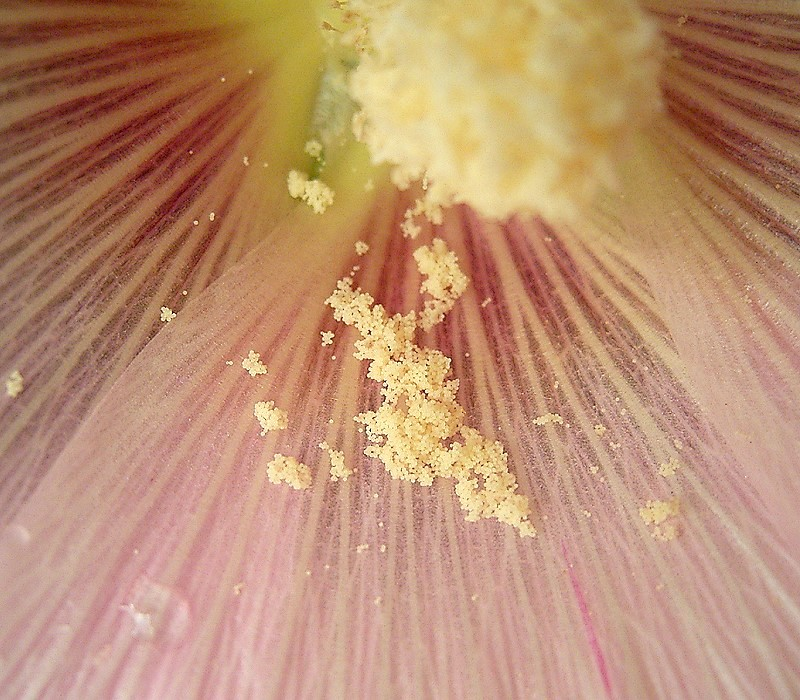
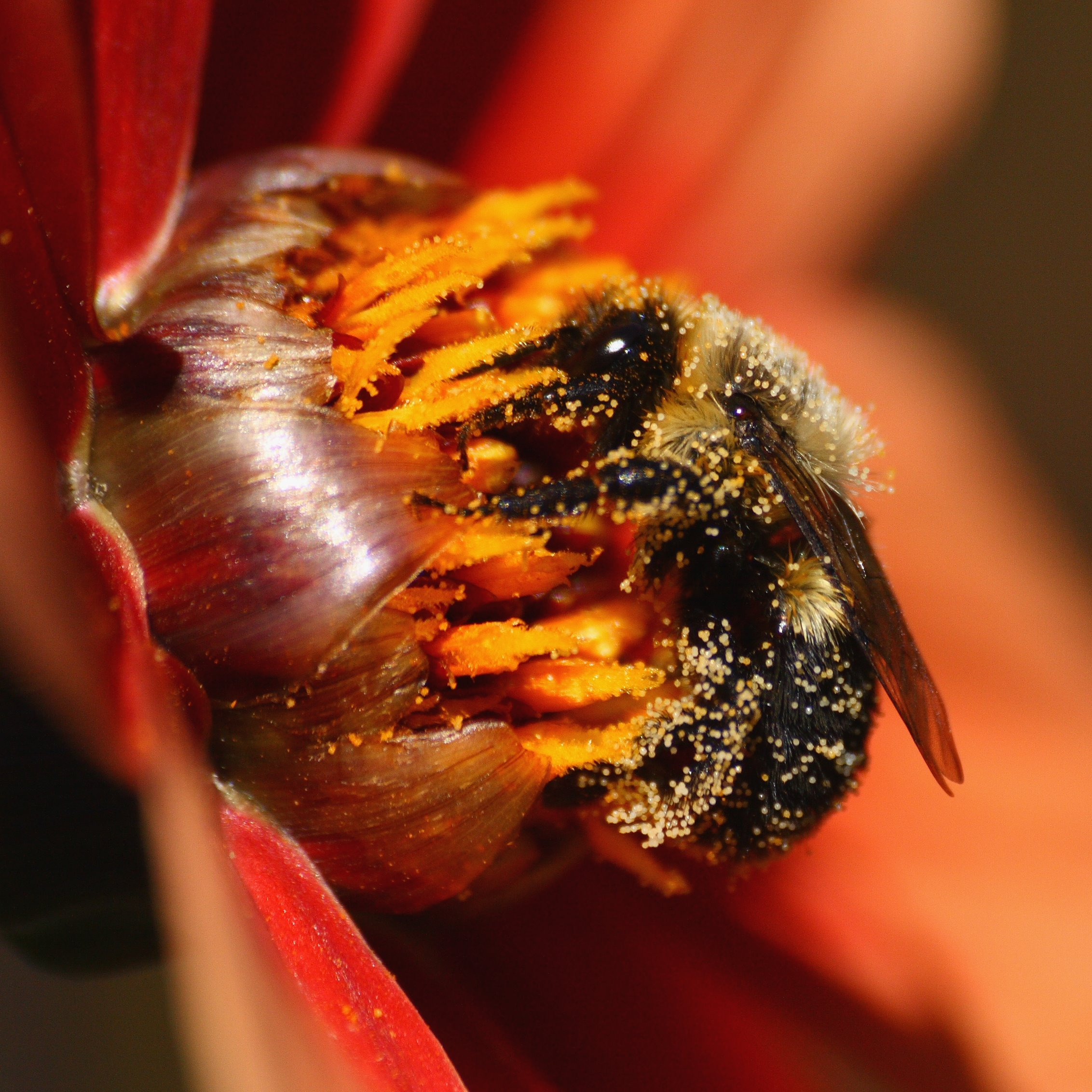